# Jackie Pretorius
Jacobus "Jackie" Pretorius (Potchefstroom, 1934. november 22. – Johannesburg, 2009. március 30.) dél-afrikai autóversenyző.

## Pályafutása
1965 és 1973 között négy Formula–1-es világbajnoki versenyen vett részt. Első versenyén nem tudta kvalifikálni magát a futamra, a többi három nagydíjon pedig egyszer sem zárt értékelhető pozícióban.
1971-ben Dave Charlton mögött másodikként zárta a dél-afrikai Formula–1-es bajnokságot.

## Halála
2009. március 30-án, 74 évesen halt meg. Otthonában betörők támadtak rá és kómába került. Három hétig feküdt kómában, majd elhunyt. Felesége, Shirley szintén egy hasonló támadásban vesztette életét évekkel korábban.

## Eredményei

### Teljes Formula–1-es eredménysorozata
(Táblázat értelmezése)

(Félkövér: pole-pozícióból indult; dőlt: leggyorsabb kört futott) 

| Év   | Csapat                     | Modell            | Motor                 | 1      | 2   | 3      | 4   | 5   | 6   | 7   | 8   | 9   | 10  | 11  | 12  | 13  | 14  | 15  | Helyezés | Pont |
| ---- | -------------------------- | ----------------- | --------------------- | ------ | --- | ------ | --- | --- | --- | --- | --- | --- | --- | --- | --- | --- | --- | --- | -------- | ---- |
| 1965 | Jackie Pretorius           | LDS Mk 1          | Alfa Romeo Straight-4 | RSA Nk | MON | BEL    | FRA | GBR | NED | GER | ITA | USA | MEX |     |     |     |     |     | -        | 0    |
| 1968 | Team Pretoria              | Brabham BT11      | Climax Straight-4     | RSA Hn | ESP | MON    | BEL | NED | FRA | GBR | GER | ITA | CAN | USA | MEX |     |     |     | -        | 0    |
| 1971 | Team Gunston               | Brabham BT26A     | Cosworth V8           | RSA Ki | ESP | MON    | NED | FRA | GBR | GER | AUT | ITA | CAN | USA |     |     |     |     | -        | 0    |
| 1973 | Frank Williams Racing Cars | Iso-Marlboro FX3B | Cosworth V8           | ARG    | BRA | RSA Ki | ESP | BEL | MON | SWE | FRA | GBR | NED | GER | AUT | ITA | CAN | USA | -        | 0    |